# Angiotensin II-receptorantagonist

Losartans struktur, den första ARB som tillverkades.

Angiotensin II-receptorantagonister, eller angiotensin II-receptorblockerare (ARB), blockerar blodkärlens angiotensin II-receptorer och ger således sänkt blodtryck. Läkemedlet, liksom ACE-hämmare, sänker inte blodtrycket lika mycket hos svarta människor som icke-svarta. Ges även vid hjärtsvikt. Exempel på läkemedel är losartan, valsartan och kandesartan.